# Zhelin Shuiku
Zhelin Shuiku är en reservoar i Kina. Den ligger i provinsen Jiangxi, i den sydöstra delen av landet, omkring 87 kilometer nordväst om provinshuvudstaden Nanchang. Zhelin Shuiku ligger 55 meter över havet. Arean är 308 kvadratkilometer. Den sträcker sig 17,5 kilometer i nord-sydlig riktning, och 47,6 kilometer i öst-västlig riktning.
Genomsnittlig årsnederbörd är 2 252 millimeter. Den regnigaste månaden är maj, med i genomsnitt 345 mm nederbörd, och den torraste är januari, med 52 mm nederbörd.